# Papillarleiste

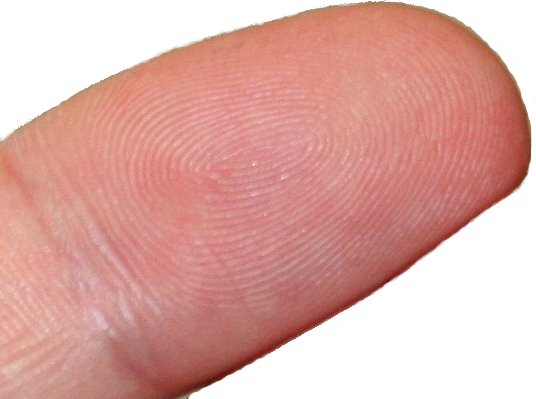
Papillarleisten auf der Fingerkuppe

Fingerabdruck

Unter Papillarleisten, altgriechisch Dermatoglyphen, versteht man die charakteristischen Linien in der Haut der Handinnenseite und der Fußsohle. Diese Hautform wird auch als Leistenhaut bezeichnet. Diese Hautleisten entstehen, weil die Papillen (Stratum papillare) der Lederhaut in Längsreihen angeordnet sind. Dabei ist jede Hautleiste von zwei Papillarkörperreihen unterlagert. Da diese Linien für jede Person einzigartig sind, werden sie zur Personenidentifizierung verwendet.
Papillarleisten gibt es auch bei anderen Tierarten, zum Beispiel bei Gorillas und Koalas.

## Fingerabdrücke
Fingerabdrücke sind Abbilder der Papillarleisten oder Papillarlinien. Ein Fingerabdruck hängt nicht allein von den Erbanlagen ab, sondern von zahlreichen Faktoren, von denen der Wissenschaft nicht alle bekannt sind. Eine der Theorien ist, dass die Ernährung des ungeborenen Kindes über die Form des Musters, das sich bereits zum vierten Embryonalmonat ausbildet, entscheidet.
Das Muster der Papillarlinien bleibt bis zum Tod weitgehend unverändert, wodurch ein Fingerabdruck individuell ist; gelegentlich kann jedoch das Phänomen der Bildung von Zwischenleisten beobachtet werden. Da die Zwischenleisten sich im Aufbau von den Papillarlinien unterscheiden, ist auch die Zuordnung von Fingerabdrücken weiterhin möglich. Außerdem konnte nachgewiesen werden, dass einmal gebildete Zwischenleisten dauerhaft erhalten bleiben und so die Individualität eines Fingerabdruckes noch erhöht wird.
Die Zwischenleistenbildung wird durch natürliche Alterungsprozesse, bei denen sich der Abstand zwischen den Papillarlinien vergrößert, ausgelöst. Ein größerer Papillarlinienabstand verringert aber die Taktilität der Fingerbeere. Um diese zu erhalten, werden nun Zwischenleisten eingezogen.
Noch nie wurden zwei Personen mit dem gleichen Fingerabdruck entdeckt, auch nicht bei eineiigen Zwillingen.
In sehr seltenen Fällen fehlen den Fingern infolge eines genetischen Defekts die Papillarleisten, so dass sie keinen Fingerabdruck hinterlassen (Adermatoglyphie).

## Verwandte Begriffe
- Daktyloskopie
- Biometrie